# Имсвајлер
Имсвајлер (њем. Imsweiler) општина је у њемачкој савезној држави Рајна-Палатинат. Једно је од 81 општинског средишта округа Донерсберг. Према процјени из 2010. у општини је живјело 579 становника. Посједује регионалну шифру (AGS) 7333034.

## Географски и демографски подаци
Имсвајлер се налази у савезној држави Рајна-Палатинат у округу Донерсберг. Општина се налази на надморској висини од 216 метара. Површина општине износи 9,9 km². У самом мјесту је, према процјени из 2010. године, живјело 579 становника. Просјечна густина становништва износи 58 становника/km².